# Greg Morris
Francis Gregory 'Greg' Alan Morris (Cleveland, 27 september 1933 - Las Vegas, 27 augustus 1996) was een Amerikaans acteur. Hij werd in zowel 1969, 1970 als 1972 genomineerd voor een Primetime Emmy Award voor zijn bijrol als Barney Collier in de Amerikaanse misdaad-actieserie Mission: Impossible, waarin hij de volledige zeven seizoenen verscheen. Morris maakte in 1963 zijn acteerdebuut in een aflevering van The Alfred Hitchcock Hour. Hij speelde voor het grootste deel van zijn acteercarrière in televisiefilms en - series.
Morris trouwde in 1956 met Leona Keyes, met wie hij zoon Phil Morris, dochter Iona Morris en dochter Linda Morris kreeg. De twee eerstgenoemden werden ook acteur en speelden allebei in meer dan 75 verschillende films- en/of series.
Morris overleed in 1996 aan een hersentumor.

## Filmografie
- Le peloton d'exécution (1991, televisiefilm)
- The Jesse Owens Story (1984, televisiefilm)
- Crisis in Mid-air (1979, televisiefilm)
- Flight to Holocaust (1977, televisiefilm)
- S.T.A.B. (1976)
- Countdown at Kusini (1976)
- Killer by Night (1972, televisiefilm)
- Swing Out, Sweet Land (1970, televisiefilm)
- The Doomsday Flight (1966, televisiefilm)
- The Sword of Ali Baba (1965)
- The Lively Set (1964)
- The New Interns (1964)

## Televisieseries
*Exclusief eenmalige gastrollen
- New Mission Impossible - Barney Collier (1988-1989, drie afleveringen)
- The Jeffersons - Jimmy's neef (1983, drie afleveringen)
- Vega$ - David Nelson (1978-1981, 57 afleveringen)
- What's Happening!! - Lawrence Nelson (1977-1979, twee afleveringen)
- Sanford and Son - Willis (1976, twee afleveringen)
- Mission: Impossible - Barney Collier (1966-1973, 171 afleveringen)
- Peyton Place - Officer Frank (1965-1966, vijf afleveringen)
- Branded - Johnny Macon (1965, twee afleveringen)

- Biblioteca Nacional de España: XX4825746
- Bibliothèque nationale de France: cb14208876f (data)
- Gemeinsame Normdatei: 1088351697
- International Standard Name Identifier: 0000 0000 7327 0715
- Library of Congress Control Number: n81081486
- Nationale Bibliotheek van Israël: 987007340218305171
- Nederlandse Thesaurus van Auteursnamen: 321496361
- Système universitaire de documentation: 166888931
- Virtual International Authority File: 90701855
- WorldCat: E39PBJcrhXybdPFdbTw7GtwBfq